# Planet des Schreckens
Planet des Schreckens (Originaltitel Galaxy of Terror) ist ein US-amerikanischer Science-Fiction-Horrorfilm aus dem Jahr 1981. Als Produzent wirkte Roger Corman, Regie führte Bruce D. Clark.

## Handlung
Eine menschliche Zivilisation wird von einem allmächtig erscheinenden Master beherrscht, dessen Kopf hellrot leuchtet und keine Gesichtskonturen erkennen lässt. Als ihm mitgeteilt wird, dass ein Raumschiff auf dem fernen, unwirtlichen Planeten Morganthus abgestürzt und jeder Kontakt zu den Insassen abgebrochen ist, wiederholt er bedeutungsschwanger den Namen des Planeten und scheint eine schwere Entscheidung fällen zu müssen. Schließlich befiehlt er einem seiner führenden militärischen Kommandanten, eine Rettungsmission anzuführen. Er teilt dem Kommandanten mit, die Besatzung selbst zusammenzustellen.
Die zehnköpfige Mannschaft bricht auf und erreicht nach einem turbulenten Hyperraumsprung ihr Ziel. Im Anflug auf den Planeten gerät das Schiff jedoch erneut in Turbulenzen, was die Pilotin zu einer Notlandung zwingt. Es zeigt sich, dass die Absturzstelle des vermissten Schiffes in erreichbarer Nähe liegt, und die Besatzungsmitglieder machen sich auf den Weg. Dort angekommen stoßen sie im Schiffswrack auf furchtbar entstellte Leichen. Während ein Teil der Rettungsgruppe darauf drängt, den Planeten wieder zu verlassen, da es offensichtlich keine Überlebenden gibt, beharrt Bealon, der Anführer des Teams darauf, die Umgebung abzusuchen.
Die Besatzung entdeckt eine mysteriöse Pyramide, die verlassen scheint. Im Inneren erwartet sie jedoch das nackte Grauen: Bizarre, alptraumhafte Wesen und unsichtbare Kräfte bringen die einzelnen Besatzungsmitglieder auf brutale Weise zu Tode. Den Überlebenden, darunter vor allem dem erfahrenen und abgeklärten Raumfahrer Cabren, wird klar, dass in der Pyramide individuelle unterbewusste Ängste materialisieren und nur der Furchtlose überleben kann. Die Reihen lichten sich weiter, bis Cabren schließlich herausfindet, dass der gealterte, unscheinbar wirkende Koch der Mission, Kore, der Master ist, der sich unerkannt unter die Mannschaft gemischt hat.
Kore eröffnet Cabren, dass es sich bei der Pyramide um ein Schulungsgebäude einer uralten ausgestorbenen Alienpopulation handelt, in der die Kinder der Wesen lernen sollten, sich ihren schlimmsten Ängsten zu stellen. Er selbst sei hier Master geworden. Cabren, der Hass auf Kore empfindet, weil dieser die Crew wissentlich in den Tod getrieben hat, wird einer letzten harten Prüfung unterzogen, bis er schließlich dem schutzlosen Kore gegenübersteht. Cabren schießt auf ihn, und Kore geht zu Boden. Bevor er stirbt, teilt er Cabren mit einem vielsagenden Lächeln mit, dass seine Macht nun auf ihn übergegangen sei. Die Schlusseinstellung zeigt, wie Cabrens fatalistischer Gesichtsausdruck einem hellen roten Leuchten weicht.

## Hintergrund
Der Film feierte im Oktober 1981 in den USA seine Premiere, in Europa kam er 1982 in die Kinos, in Deutschland am Neujahrstag. Das B-Movie wurde u. a. vom erfolgreichen und stilbildenden, zwei Jahre früher erschienenen Science-Fiction-Horrorfilms Alien von Ridley Scott inspiriert. Die Produktionskosten des Films betrugen nur rund 1,5 Millionen Dollar. An den Kinokassen spielte er rund das Doppelte ein.
Der als Produktionsdesigner und Second Unit Director am Film beteiligte, später weltberühmte Regisseur James Cameron, der bereits zuvor an Produktionen von Cormans „New World Pictures“ mitgewirkt hatte, machte während der Dreharbeiten durch einfallsreiche Ausstattungen und Effekte auf sich aufmerksam. Eine viel zitierte Anekdote besagt, dass Cameron die Aufgabe hatte, die Nahaufnahme eines abgetrennten und – laut Drehbuch – von „wimmelnden Maden“ bevölkerten Arms zu filmen. Da sich die Maden auf der Arm-Attrappe jedoch nicht rührten, setzte Cameron die Attrappe unter Strom, wodurch er den gewünschten Effekt erzielte. Diese und andere Einfälle, die sich rasch herumsprachen, führten dazu, dass erstmals ein Regieangebot an ihn herangetragen wurde. Der noch im selben Jahr von Cameron teilweise gedrehte Piranha 2 – Fliegende Killer, der von Ovidio G. Assonitis produziert wurde, floppte allerdings. Seinen Durchbruch feierte Cameron 1984 mit Terminator, die Erfahrungen bei Planet des Schreckens konnte er unter anderem in Aliens – Die Rückkehr verarbeiten.
Der in einer kleinen Rolle zu sehende Robert Englund wurde wenige Jahre später als Freddy Krueger in der entsprechenden Horrorfilmreihe bekannt. Grace Zabriskie machte sich in den 1990ern durch diverse Rollen in David-Lynch-Filmen einen Namen. Erin Moran wurde durch ihre Hauptrolle in der seinerzeit höchst erfolgreichen Fernsehserie Happy Days bekannt.
Für besondere Aufmerksamkeit sorgte eine Szene, in der das attraktive Crew-Mitglied Damelia (gespielt von Taaffe O’Connell) von einer überdimensionalen Made vergewaltigt wird. Dabei werden ihr die Kleider vom Leib gerissen und ihre zunächst panischen Angstschreie wandeln sich in lustvolles Stöhnen, bis sie in einer mehrdeutigen Einstellung das Bewusstsein verliert. Im Kontext des Handlungsmotivs, dem Erliegen sich manifestierender, individueller Ängste, wird dies allgemein als widerwilliges Erfahren eines erotischen Exitus interpretiert. Ursprünglich war die Sequenz sogar noch länger und expliziter. Da jedoch die MPAA aufgrund der ursprünglichen Szene ein X-Rating vergab, das üblicherweise pornographische Filme kennzeichnete, wurde sie aus Vermarktungsgründen neu geschnitten. Gleichwohl sorgte die Szene auch in der abgeschwächten Version noch für lebhafte Diskussionen und genoss schon bald Kultstatus. Sie führte dazu, dass die Darstellerin Taaffe O’Connell noch lange nach dem Film Nebenrollen und Cameo-Auftritte in ähnlichen Genrebeiträgen erhielt. In einem Science-Fiction-Jahrbuch des Heyne Verlags heißt es etwa halb bewundernd, halb fassungslos, dass „die explizit präsentierte Vergewaltigung einer vollbusigen blonden Astronautin durch eine Riesenmade“ eine der „skrupellosesten und schnapsideesten Moneyshots in der Schundfilmgeschichte“ sei.

## Erstaufführungen
- USA im Oktober 1981
- Deutschland 1. Januar 1982

## Kritik
„Eine Roger-Corman-Produktion, die sich geschickt der Klischees und Tricks zeitgenössischer Science-Fiction- und Horrorfilme bedient. Handwerklich professionell gemacht und nicht ohne Selbstironie.“